# Miss May I
Miss May I je americká metalcorová kapela ze města Troy v Ohiu. Kapela hraje od roku 2007, v roce 2008 si zvolili nahrávací společnost Rise Records a vydali své první debutové album Apologies Are for the Week, zatímco členové kapely navštěvovali teprve střední školu. Album poměrně uspělo a skladba Forgive and Forget byla použita na soundtrack filmu Saw VI. Song "Apologies Are for the Weak" je součástí videohry Saints row: The Third.

V srpnu 2010 vydali druhé studiové album s názvem Monument. Třetí album At Heart vyšlo v červnu 2012. Další, v řadě již čtvrté album, s názvem Rise of the Lion vyšlo v roce 2014 a poslední album Deathless vyšlo v srpnu 2015.

## Diskografie
- Vows for a Massacre (2007, EP)
- Demo 2008 (2008, demo)
- Apologies Are for the Week (2009)
- Monument (2010)
- At Heart (2012)
- Rise of the Lion (2014)
- Deathless (2015)
- Shadows Inside (2017)
- Curse of Existence (2022)

## Hudební videa

### 2009
- Architect
- Forgive and Forget
- Forgive and Forget (Saw VI)

### 2010
- Relentless Chaos
- Our Kings

### 2011
- Masses of a Dying Breed
- Relentless Chaos (Live)

### 2012
- Hey Mister
- Day By Day
- Ballad of a Broken Man

### 2014
- Gone
- Echoes
- You Want Me
- Hero with No Name

### 2015
- I.H.E.
- Deathless
- Turn Back the Time